# Busu ni Naranai Tetsugaku
Singles par Bekimasu
Makeru na Wasshoi!
(21 décembre 2011)
 Busu ni Naranai Tetsugaku  (ブスにならない哲学) est un single du groupe temporaire Hello! Project Mobekimasu, formé de l'ensemble des chanteuses du Hello! Project : Morning Musume, Berryz Kōbō, °C-ute, Erina Mano, Smileage.

## Présentation
Le single sort le 16 novembre 2011 au Japon sous le label zetima, écrit et produit par Tsunku. Il atteint la 4e place du classement de l'Oricon, et reste classé pendant cinq semaines. Il sort aussi en six éditions limitées notées de "A" à "F", avec des pochettes différentes, un DVD en supplément pour l'édition "A", et une chanson de "face B" différente pour les éditions "B" à "F" qui sont chacune dédiées à l'un des groupes ou artiste. Une édition limitée "Event V" (DVD) avec des clips vidéo de la chanson et un making of est aussi mise en vente.
La chanson-titre figurera le mois suivant sur la compilation de fin d'année du Hello! Project Petit Best 12. La chanson en "face B" des éditions régulière et "A", Moshimo..., est principalement interprétée par cinq des membres, une de chaque groupe : Mizuki Fukumura (de Morning Musume), Momoko Tsugunaga (Berryz Kōbō), Saki Nakajima (°C-ute), Erina Mano (la soliste), et Ayaka Wada (S/mileage). La chanson en "face B" des cinq autres éditions limitées, Kacchoii Uta, est interprétée sur chacune d'elles par l'un des groupes ou la soliste, mis en avant sur la pochette de l'édition spécifique : Morning Musume sur la "B", Berryz Kōbō sur la "C", °C-ute sur la "D", Erina Mano sur la "E", et S/mileage sur la "F".

## Participantes
- Morning Musume (Risa Niigaki, Reina Tanaka, Sayumi Michishige, Aika Mitsui, Mizuki Fukumura, Erina Ikuta, Kanon Suzuki, Riho Sayashi)
- Berryz Kōbō (Māsa Sudō, Yurina Kumai, Saki Shimizu, Risako Sugaya, Miyabi Natsuyaki, Chinami Tokunaga, Momoko Tsugunaga)
- °C-ute (Airi Suzuki, Maimi Yajima, Mai Hagiwara, Chisato Okai, Saki Nakajima)
- Erina Mano (soliste)
- S/mileage (Yūka Maeda, Ayaka Wada, Kanon Fukuda, Akari Takeuchi, Kana Nakanishi, Rina Katsuta, Meimi Tamura)

(Notes : Fuyuka Kosuga, l'une des nouvelles membres de S/mileage, quitte le groupe pendant la production du disque et n'y est pas mentionnée. Les quatre nouvelles membres de la 10e génération de Morning Musume, tout juste sélectionnées, ne sont pas mentionnées sur le disque mais participeront à sa promotion sur scène.)

## Liste des titres
CD des éditions régulière et A
1. Busu ni Naranai Tetsugaku  (ブスにならない哲学?)
2. Moshimo...  (もしも・・・?)
3. Busu ni Naranai Tetsugaku (Instrumental) (ブスにならない哲学...?)

DVD de l'édition limitée A
1. Busu ni Naranai Tetsugaku  (ブスにならない哲学?) (clip video)

CD de l'édition limitée B
1. Busu ni Naranai Tetsugaku  (ブスにならない哲学?)
2. Katchoii Uta  (かっちょ良い歌?) / Hello! Project featuring Morning Musume (ハロー！プロジェクトモベキマスfeaturingモーニング娘?)
3. Busu ni Naranai Tetsugaku (Instrumental) (ブスにならない哲学...?)

CD de l'édition limitée C
1. Busu ni Naranai Tetsugaku  (ブスにならない哲学?)
2. Katchoii Uta  (かっちょ良い歌?) / Hello! Project featuring Berryz Kōbō (ハロー！プロジェクト モベキマス featuring Berryz工房?)
3. Busu ni Naranai Tetsugaku (Instrumental) (ブスにならない哲学...?)

CD de l'édition limitée D
1. Busu ni Naranai Tetsugaku  (ブスにならない哲学?)
2. Katchoii Uta  (かっちょ良い歌?) / Hello! Project featuring °C-ute (ハロー！プロジェクト モベキマス featuring ℃-ute?)
3. Busu ni Naranai Tetsugaku (Instrumental) (ブスにならない哲学...?)

CD de l'édition limitée E
1. Busu ni Naranai Tetsugaku  (ブスにならない哲学?)
2. Katchoii Uta  (かっちょ良い歌?) / Hello! Project featuring Mano Erina (ハロー！プロジェクト モベキマス featuring 真野恵里菜?)
3. Busu ni Naranai Tetsugaku (Instrumental) (ブスにならない哲学...?)

CD de l'édition limitée F
1. Busu ni Naranai Tetsugaku  (ブスにならない哲学?)
2. Katchoii Uta  (かっちょ良い歌?) / Hello! Project featuring S/mileage (ハロー！プロジェクト モベキマス featuring スマイレージ?)
3. Busu ni Naranai Tetsugaku (Instrumental) (ブスにならない哲学...?)

Event V (DVD)
1. Busu ni Naranai Tetsugaku (Dance Shot Ver.) (ブスにならない哲学...?)
2. Busu ni Naranai Tetsugaku (Group Lip Ver.) (ブスにならない哲学...?)
3. Busu ni Naranai Tetsugaku (Solo Mix Ver.) (ブスにならない哲学...?)
4. Busu ni Naranai Tetsugaku (Making of) (ブスにならない哲学...?)